# Coincy (Aisne)
Pour les articles homonymes, voir Coincy.
Coincy est une commune française située dans le département de l'Aisne en région Hauts-de-France.

## Géographie

### Localisation

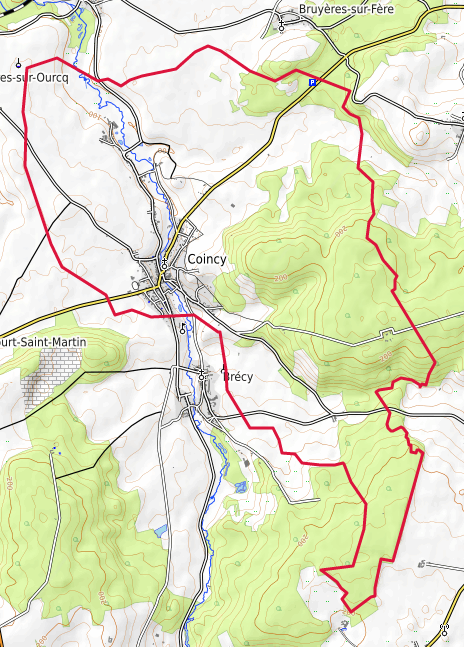
Carte topographique de la commune.

Coincy est un village  de l'Ormois situé à 11 km au nord de Château-Thierry et à 9 km au sud-ouest de Fère-en-Tardenois.
Il est traversé par le sentier de grande randonnée de pays GRP du Tour de l'Ormois et sa variante.

### Communes limitrophes
Les communes limitrophes sont  Armentières-sur-Ourcq, Beuvardes, Bruyères-sur-Fère, Brécy, Nanteuil-Notre-Dame, Villeneuve-sur-Fère et Épieds.
| Armentières-sur-Ourcq | Nanteuil-Notre-Dame | Bruyères-sur-Fère   |
|                       | Coincy              | Villeneuve-sur-Fère |
|                       | Brécy Épieds        | Beuvardes           |

### Hydrographie
La commune est située dans le bassin Seine-Normandie. Elle est drainée par l'Ordrimouille, le ru du pont foirier, le ru Lua, le fossé 01 de la Grange aux Bois, le fossé 01 la Haie Margot, l'Ordrimouille et un autre petit cours d'eau,.
L'Ordrimouille, d'une longueur de 16 km, prend sa source dans la commune de Épieds et se jette  dans l'Ourcq à Nanteuil-Notre-Dame, après avoir traversé cinq communes.

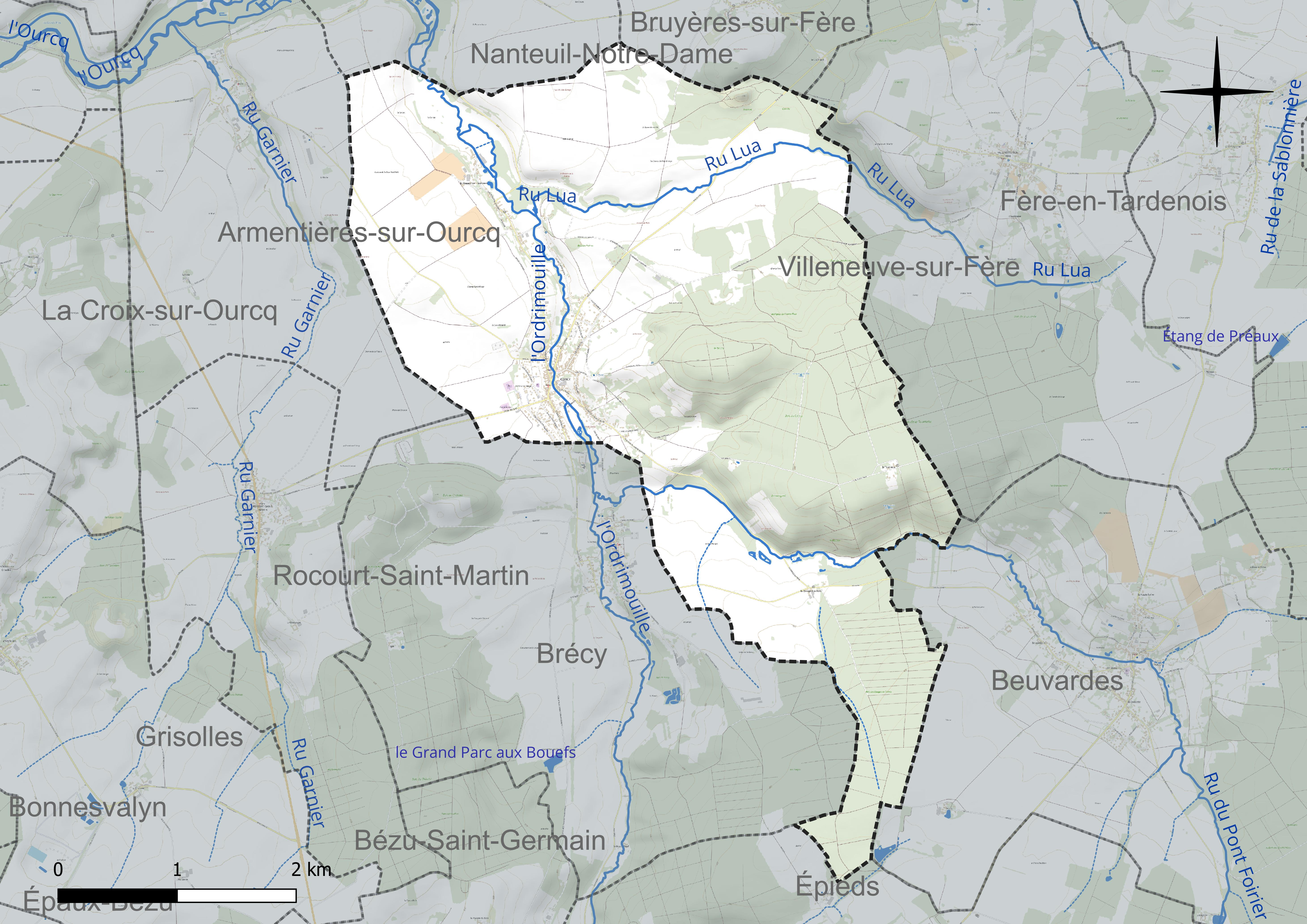
Réseau hydrographique de Coincy.

### Climat
Pour des articles plus généraux, voir Climat des Hauts-de-France et Climat de l'Aisne.
En 2010, le climat de la commune est de type climat océanique dégradé des plaines du Centre et du Nord, selon une étude du CNRS s'appuyant sur une série de données couvrant la période 1971-2000. En 2020, Météo-France publie une typologie des climats de la France métropolitaine dans laquelle la commune est exposée à un climat océanique altéré et est dans la région climatique Nord-est du bassin Parisien, caractérisée par un ensoleillement médiocre, une pluviométrie moyenne régulièrement répartie au cours de l'année et un hiver froid (3 °C).
Pour la période 1971-2000, la température annuelle moyenne est de 10,3 °C, avec une amplitude thermique annuelle de 15,3 °C. Le cumul annuel moyen de précipitations est de 738 mm, avec 12,1 jours de précipitations en janvier et 8,5 jours en juillet. Pour la période 1991-2020, la température moyenne annuelle observée sur la station météorologique la plus proche, située sur la commune de Blesmes à 14 km à vol d'oiseau, est de 10,6 °C et le cumul annuel moyen de précipitations est de 713,0 mm,. Pour l'avenir, les paramètres climatiques de la commune estimés pour 2050 selon différents scénarios d'émission de gaz à effet de serre sont consultables sur un site dédié publié par Météo-France en novembre 2022.

## Urbanisme

### Typologie
Au 1er janvier 2024, Coincy est catégorisée bourg rural, selon la nouvelle grille communale de densité à 7 niveaux définie par l'Insee en 2022.
Elle est située hors unité urbaine. Par ailleurs la commune fait partie de l'aire d'attraction de Château-Thierry, dont elle est une commune de la couronne,. Cette aire, qui regroupe 52 communes, est catégorisée dans les aires de moins de 50 000 habitants,.

### Occupation des sols

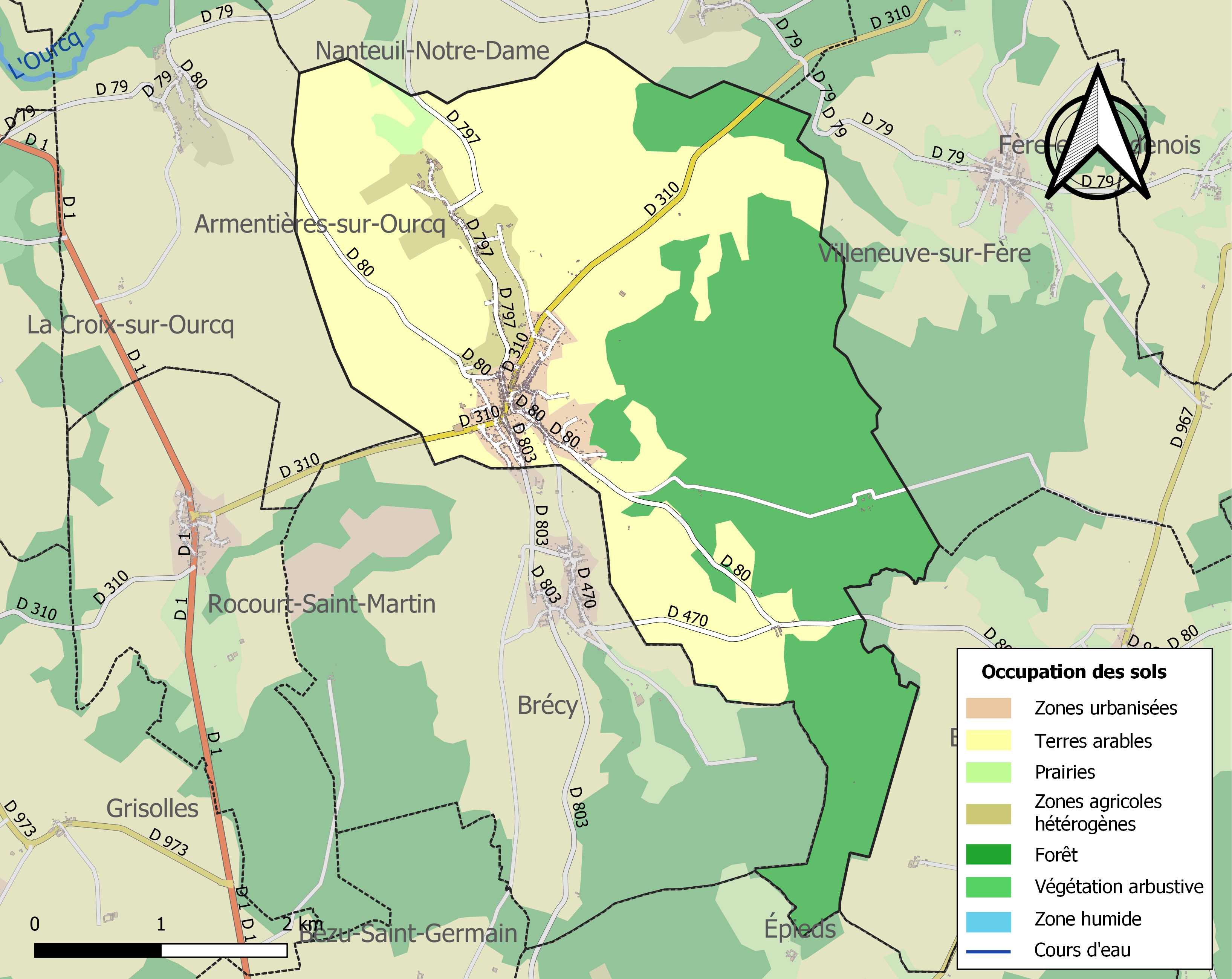
Carte des infrastructures et de l'occupation des sols de la commune en 2018 (CLC).

L'occupation des sols de la commune, telle qu'elle ressort de la base de données européenne d'occupation biophysique des sols Corine Land Cover (CLC), est marquée par l'importance des territoires agricoles (54,9 % en 2018), une proportion sensiblement équivalente à celle de 1990 (55,2 %). La répartition détaillée en 2018 est la suivante : 
terres arables (49,6 %), forêts (41 %), zones agricoles hétérogènes (4,4 %), zones urbanisées (4,1 %), prairies (0,8 %).
L'évolution de l'occupation des sols de la commune et de ses infrastructures peut être observée sur les différentes représentations cartographiques du territoire : la carte de Cassini (XVIIIe siècle), la carte d'état-major (1820-1866) et les cartes ou photos aériennes de l'IGN pour la période actuelle (1950 à aujourd'hui).

### Lieux-dits, hameaux et écarts
- La Grange aux Bois, la Poterie.

### Habitat et logement
En 2018, le nombre total de logements dans la commune était de 618, alors qu'il était de 592 en 2013 et de 555 en 2008.
Parmi ces logements, 85 % étaient des résidences principales, 9,9 % des résidences secondaires et 5,2 % des logements vacants. Ces logements étaient pour 87,7 % d'entre eux des maisons individuelles et pour 11,2 % des appartements.
Le tableau ci-dessous présente la typologie des logements à Coincy en 2018 en comparaison avec celle de l'Aisne et de la France entière. Une caractéristique marquante du parc de logements est ainsi une proportion de résidences secondaires et logements occasionnels (9,9 %) supérieure à celle du département (3,5 %) et comparable à celle de la France entière (9,7 %). Concernant le statut d'occupation de ces logements, 77,3 % des habitants de la commune sont propriétaires de leur logement (82,6 % en 2013), contre 61,6 % pour l'Aisne et 57,5 % pour la France entière.
| Typologie                                               | Coincy | Aisne | France entière |
| ------------------------------------------------------- | ------ | ----- | -------------- |
| Résidences principales (en %)                           | 85     | 86,7  | 82,1           |
| Résidences secondaires et logements occasionnels (en %) | 9,9    | 3,5   | 9,7            |
| Logements vacants (en %)                                | 5,2    | 9,8   | 8,2            |

## Toponymie
Le nom du village apparaît pour la première fois en 1164 sous l'appellation latine de Consiacus.  Ce nom évoluera ensuite de nombreuses fois en fonction des différents transcripteurs :Ecclesia Conciacensi, Consi, Ecclesia Sansti-Consiaci,  Coinsiacus, Cionssiacus, Coinssy, Coinssi, Prioratus sive acclesia Sanct-Petri-de-Coinssiaco, Coinchi et enfin l'appellation actuelle Coincy sur la Carte de Cassini au milieu du XVIIIe siècle
.

Un prieuré de Bénédictins fut fondé en 1072 par Thibaut, comte de Champagne.

## Histoire

### Préhistoire et antiquité
Des vestiges préhistoriques ont été découverts dans la commune : un atelier du Tardenoisien à La sablonnière.
Des traces d'habitat gaulois à La sablonnière et d'autres gallo-romaines, ont été révélés par la découverte de tessons et poteries, lieux-dits champ saint martin et Borne dame Alix, ainsi qu'une villa gallo-romaine à La couture.

### Époque contemporaine
Durant la première Guerre mondiale, le village a subi d'importantes destructions et a  été décoré de la Croix de guerre 1914-1918, le 22 octobre 1920.

## Politique et administration

### Rattachements administratifs et électoraux

#### Rattachements administratifs
La commune se trouve depuis 1942 dans l'arrondissement de Château-Thierry du département de l'Aisne.
Elle faisait partie depuis 1801 du canton de Fère-en-Tardenois. Dans le cadre du redécoupage cantonal de 2014 en France, cette circonscription administrative territoriale a disparu, et le canton n'est plus qu'une circonscription électorale.

#### Rattachements électoraux
Pour les élections départementales, la commune fait partie depuis 2014 d'un nouveau canton de Fère-en-Tardenois, dont la composition est différente.
Pour l'élection des députés, elle fait partie de la cinquième circonscription de l'Aisne, depuis le dernier découpage électoral de 2010.

### Intercommunalité
Coincy était membre de la communauté de communes de la Région de Château-Thierry, un établissement public de coopération intercommunale (EPCI) à fiscalité propre créée en 1995  et auquel la commune avait transféré un certain nombre de ses compétences, dans les conditions déterminées par le code général des collectivités territoriales.
Dans le cadre des dispositions de la loi portant nouvelle organisation territoriale de la République du 7 août 2015, qui prévoit que les établissements publics de coopération intercommunale (EPCI) à fiscalité propre doivent avoir un minimum de 15 000 habitants, cette intercommunalité a fusionné avec ses voisines de taille plus modérée pour former, le 1er janvier 2017, la communauté d'agglomération de la Région de Château-Thierry, dont est désormais membre la commune.

### Liste des maires
| Période                                  | Période                      | Identité           | Étiquette | Qualité                                |
| ---------------------------------------- | ---------------------------- | ------------------ | --------- | -------------------------------------- |
| Les données manquantes sont à compléter. |                              |                    |           |                                        |
| mars 2001                                | mai 2020                     | Frédéric Martinaud | DVG       | Cadre Réélu pour le mandat 2014-2020,3 |
| mai 2020                                 | En cours (au 2 février 2023) | Alain Arnefaux     |           | Ouvrier                                |

## Population et société

### Démographie
L'évolution du nombre d'habitants est connue à travers les recensements de la population effectués dans la commune depuis 1793. Pour les communes de moins de 10 000 habitants, une enquête de recensement portant sur toute la population est réalisée tous les cinq ans, les populations de référence des années intermédiaires étant quant à elles estimées par interpolation ou extrapolation. Pour la commune, le premier recensement exhaustif entrant dans le cadre du nouveau dispositif a été réalisé en 2008.

En 2022, la commune comptait 1 281 habitants, en évolution de −3,39 % par rapport à 2016 (Aisne : −1,97 %, France hors Mayotte : +2,11 %).
| 1793 | 1800  | 1806 | 1821  | 1831  | 1836  | 1841  | 1846  | 1851  |
| ---- | ----- | ---- | ----- | ----- | ----- | ----- | ----- | ----- |
| 952  | 1 037 | 988  | 1 000 | 1 078 | 1 113 | 1 167 | 1 097 | 1 120 |

| 1856  | 1861  | 1866  | 1872  | 1876  | 1881  | 1886  | 1891  | 1896  |
| ----- | ----- | ----- | ----- | ----- | ----- | ----- | ----- | ----- |
| 1 100 | 1 147 | 1 145 | 1 072 | 1 082 | 1 048 | 1 089 | 1 117 | 1 114 |

| 1901  | 1906  | 1911 | 1921 | 1926 | 1931 | 1936 | 1946 | 1954 |
| ----- | ----- | ---- | ---- | ---- | ---- | ---- | ---- | ---- |
| 1 053 | 1 046 | 984  | 876  | 828  | 821  | 804  | 727  | 703  |

| 1962 | 1968 | 1975 | 1982 | 1990  | 1999  | 2006  | 2008  | 2013  |
| ---- | ---- | ---- | ---- | ----- | ----- | ----- | ----- | ----- |
| 708  | 752  | 840  | 946  | 1 039 | 1 156 | 1 218 | 1 267 | 1 316 |

| 2018  | 2022  | - | - | - | - | - | - | - |
| ----- | ----- | - | - | - | - | - | - | - |
| 1 295 | 1 281 | - | - | - | - | - | - | - |

### Sports et loisirs
La compagnie d'arc de Coincy : la pratique du tir à l'arc est ancestrale, en effet, l'arc fut une arme de chasse et de guerre. De nos jours, heureusement c'est une activité sportive et une discipline olympique. La compagnie d'arc de Coincy existait bien avant 1850, puisque les archives de la compagnie de Neuilly-Saint-Front prouvent qu'en 1656, cette dernière participerait à un Bouquet Provincial à Coincy. À cette date, les chevaliers du bourg étaient locataires d'un terrain « dans les fosses du Prieuré » où leur jeu était établi, le capitaine était Charles Poncelet. La compagnie d'arc a été mise en sommeil en 1969, sa réouverture a été faite en septembre 1983. La compagnie d'arc de Coincy est installée dans l'allée de la gare depuis 1911 et possède depuis 1986 trois pas de tir.

## Culture locale et patrimoine

### Lieux et monuments
Sites classés monuments historiques sur la commune : 
- ancienne abbaye de Coincy[32], partiellement inscrite en 1928 ;
- église Notre-Dame-de-l'Assomption[33],[34] du XIIe siècle, classée en 1921.

Elle possède de remarquables fresques montrant des combats ou scènes de tournois entre chevaliers datant des environs de 1200 ;
- 42 bornes délimitent le territoire communal. Elles marquaient, autrefois (en 1770), les limites de l'abbaye qui correspondent maintenant à celles de la commune. Elles sont toutes gravées avec un numéro propre avec la face inscrite tournée vers le village[36] ;

- la hottée du diable est un amas de rochers aux formes sculptées par l'érosion, placé au sommet d'une butte sableuse.

La « hottée du diable »
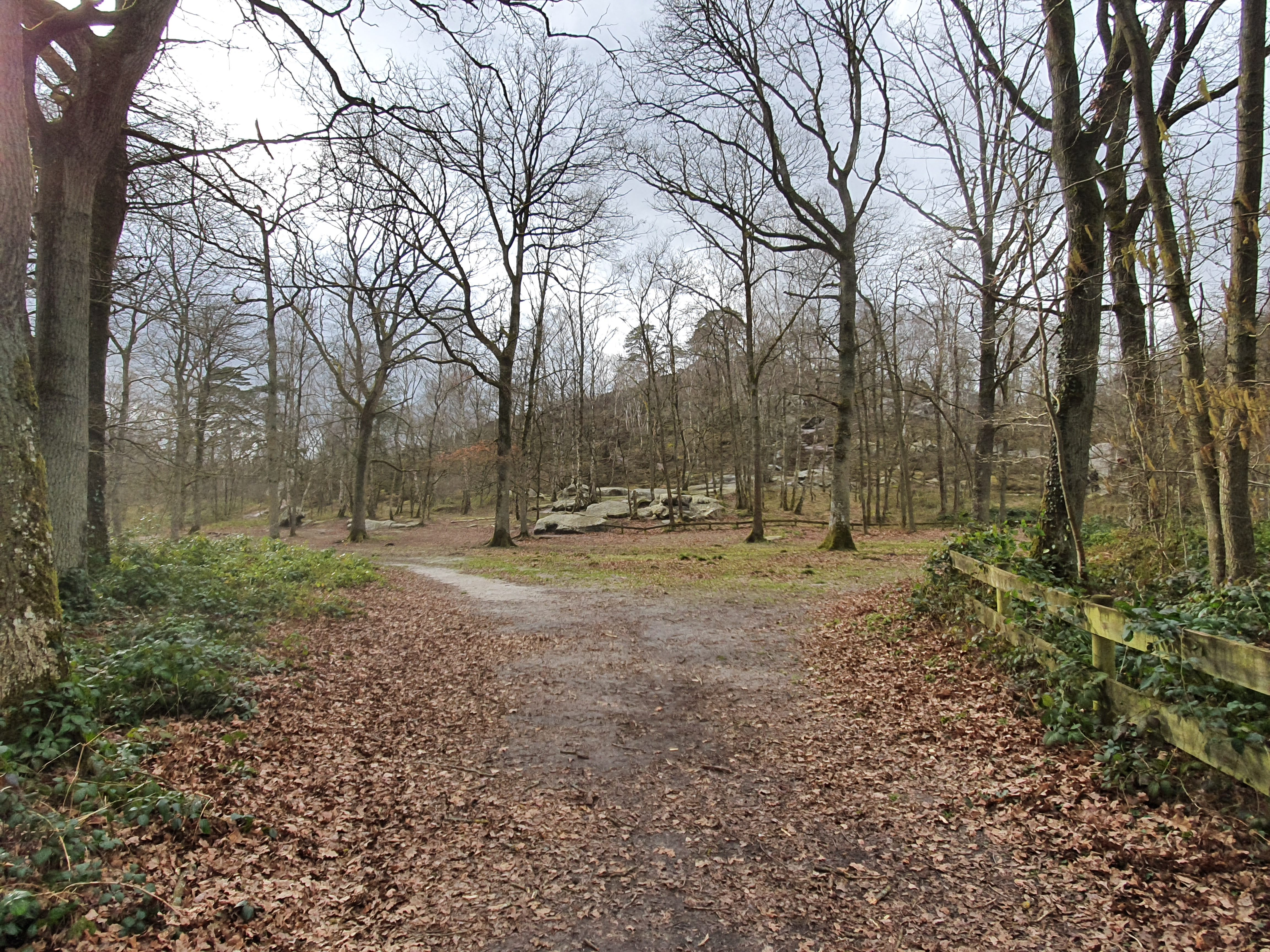
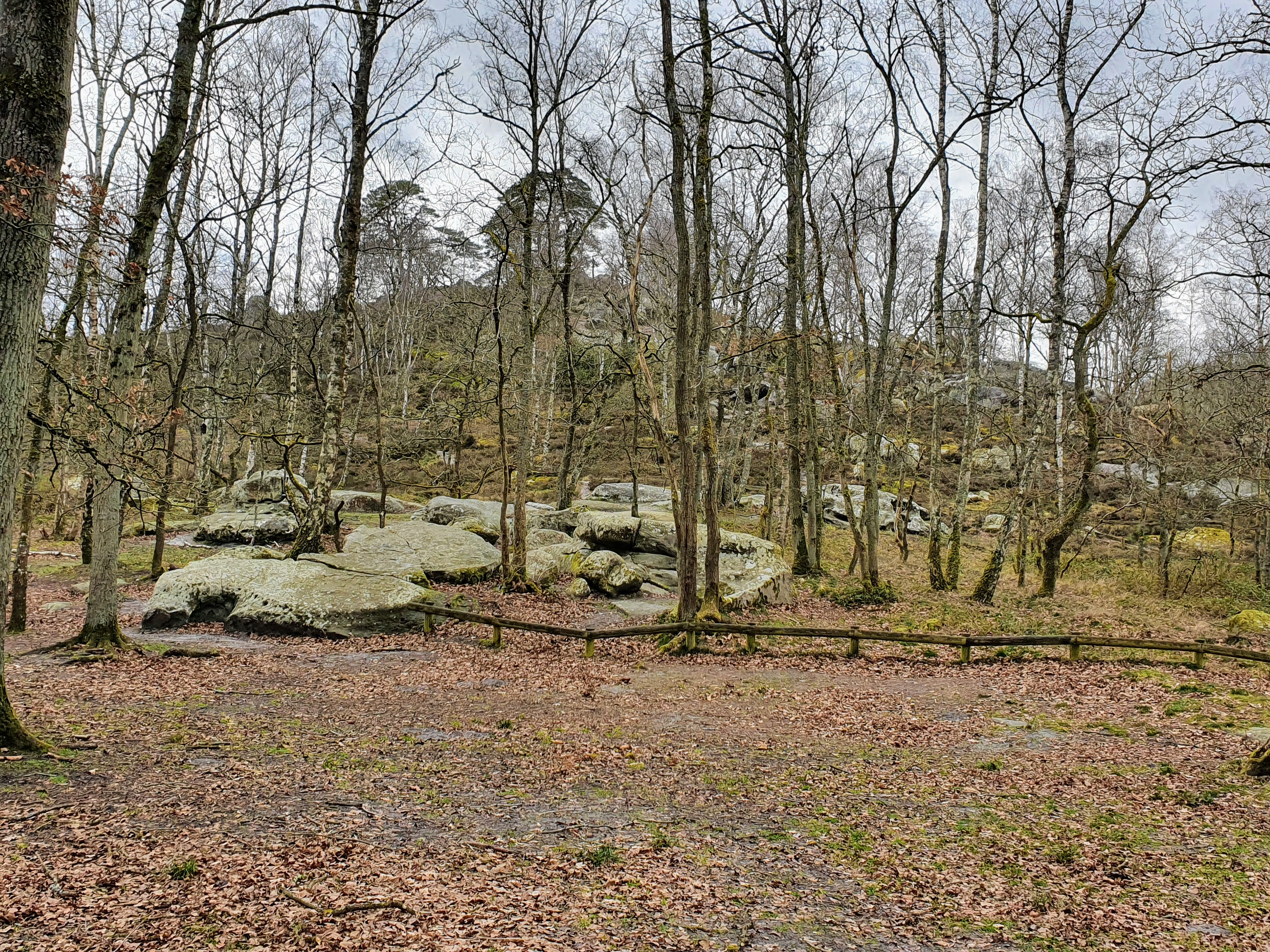
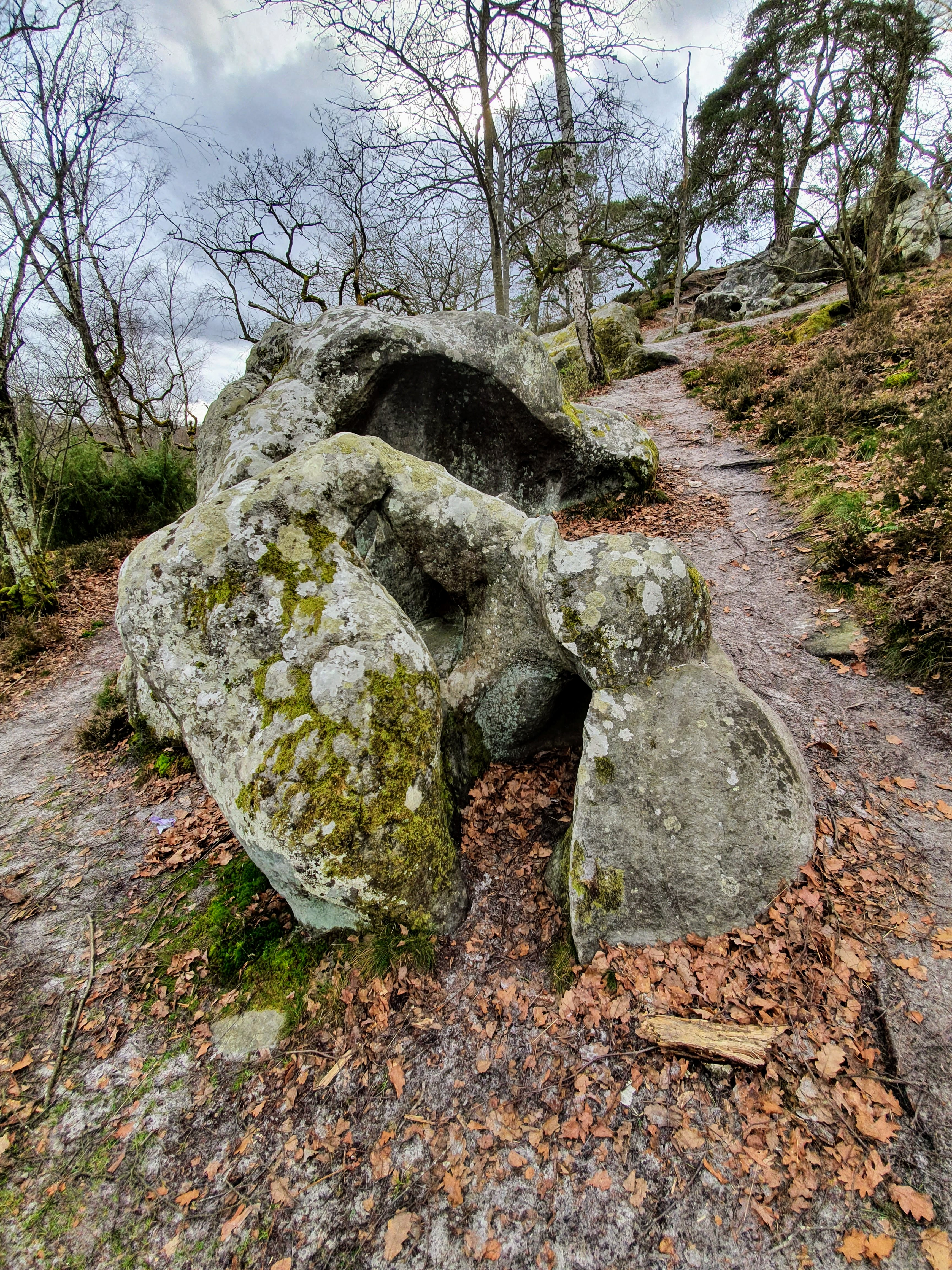
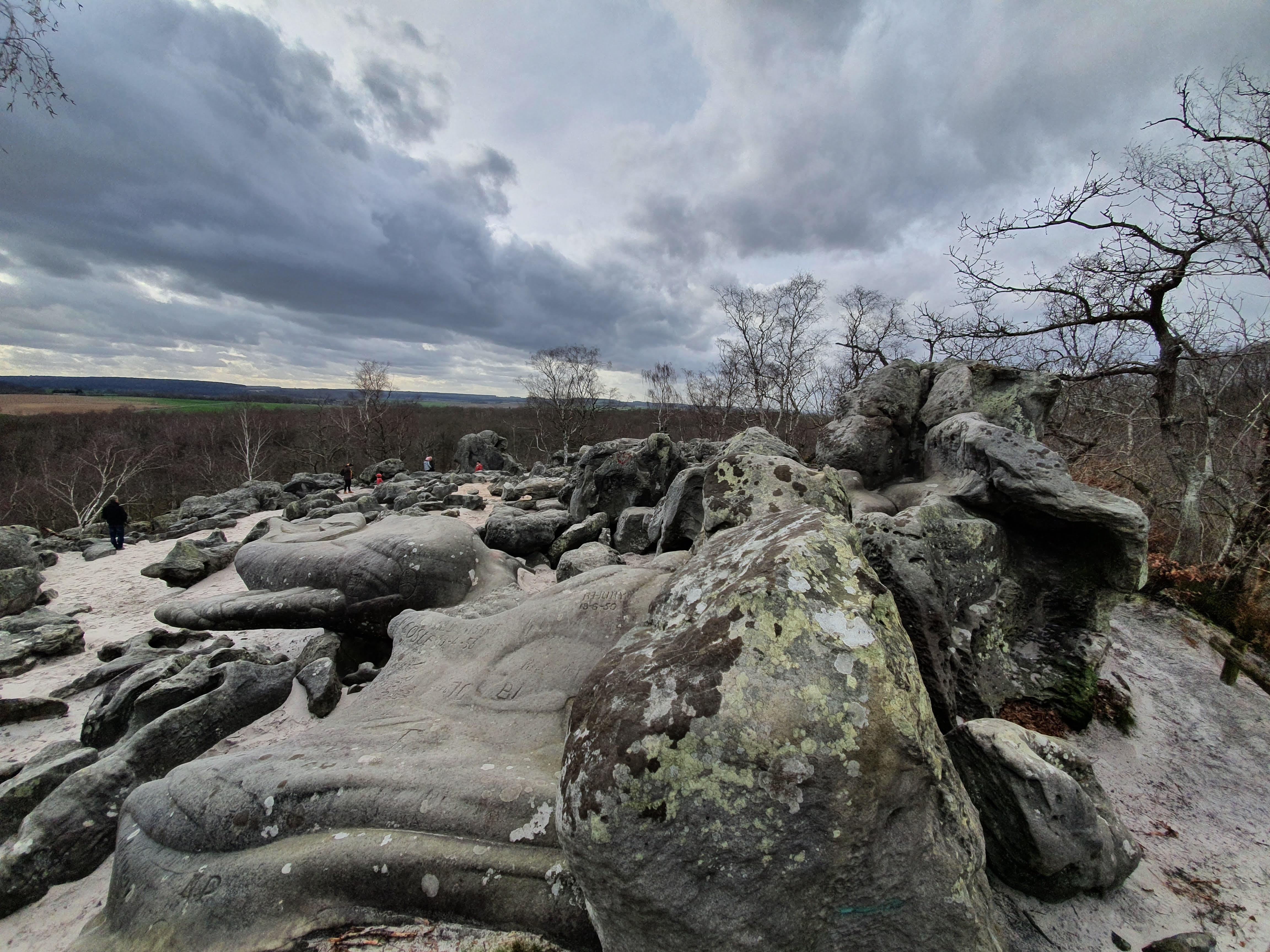
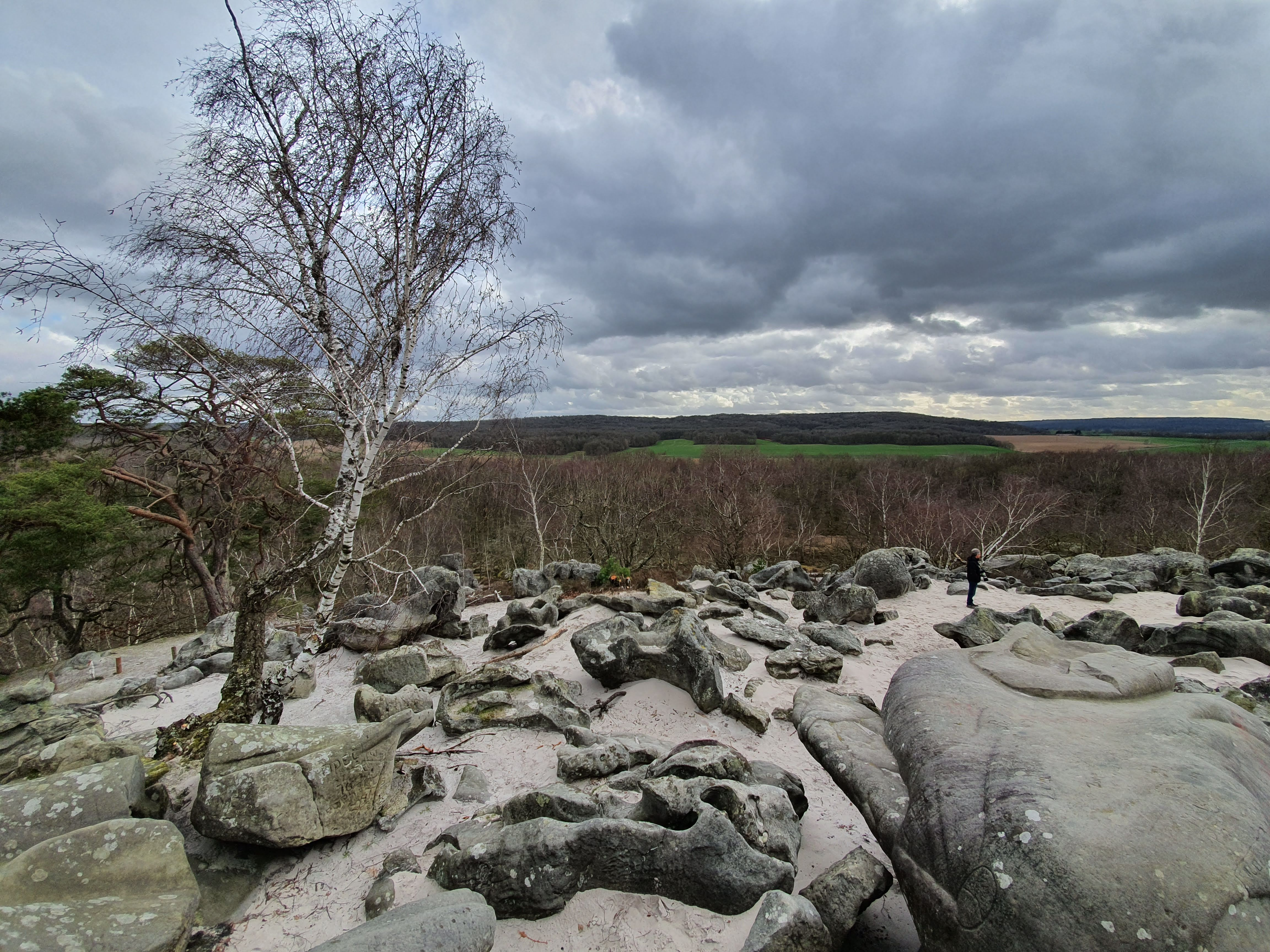

La configuration et l'atmosphère qui se dégage du lieu lui ont conféré de nombreuses légendes.
Le site offre quelques grottes et divers sites d'escalade. La jeune Camille Claudel a commencé à exercer son œuvre sur ces rochers. C'est aussi un site d'escalade de blocs.

### Personnalités liées à la commune
- Gauthier de Coincy (né à Coincy en 1178 - mort à Soissons en 1236). Moine bénédictin et trouvère, qui fut l'un des tout premiers et des plus grands poètes de la langue française (Miracles de Nostre Dame).
- Victor Etienne Cesson, artiste peintre né et mort à Coincy (1835-1902). A décoré l'église de Saint-Germain-en-Laye et le château de Linières (Vendée), a travaillé à Paris avec Pierre Puvis de Chavannes. Un tableau de Cesson est conservé au Musée de Château-Thierry.
- Denis Rivière (1945-2020), artiste peintre, vécut à Coincy.

### Héraldique
| Blason de Coincy | Blason  | De gueules aux deux clefs d'argent passées en sautoir, et à l'épée renversée du même posée en pal, la garde et la poignée d'or. Ornements extérieursCroix de guerre 1914-1918 |
| Blason de Coincy | Détails | Le statut officiel du blason reste à déterminer. |

## Pour approfondir